# 3758 Карттунен
3758 Карттунен (3758 Karttunen) — астероїд головного поясу, відкритий 28 листопада 1983 року.
Тіссеранів параметр щодо Юпітера — 3,349.